# 1953年全仏選手権 (テニス)
1953年 全仏選手権（1953ねんぜんふつせんしゅけん、Internationaux de France de Roland-Garros 1953）に関する記事。フランス・パリにある「スタッド・ローラン・ギャロス」にて開催。

## 大会の流れ
- 男子シングルスは「110名」の選手による7回戦制、女子シングルスは「48名」の選手による6回戦制で行われた。男子は18名、女子は16名の選手に「1回戦不戦勝」（抽選表では“Bye”と表示）があった。
- シード選手は男子・女子ともに16名。シード選手でも、1回戦から出場した人と、2回戦から登場した人がいる。2回戦から登場した選手が初戦敗退の場合は「2回戦＝初戦」と表記する。

## シード選手

### 男子シングルス
1. ヤロスラフ・ドロブニー　（ベスト4）
2. ガードナー・ムロイ　（ベスト8）
3. ケン・ローズウォール　（初優勝）
4. ルー・ホード　（ベスト8）
5. ビック・セイシャス　（準優勝）
6. バッジ・パティー　（4回戦）
7. メルビン・ローズ　（4回戦）
8. ファウスト・ガルディーニ　（ベスト8）
9. バーナード・バーツェン　（4回戦）
10. エンリケ・モレア　（ベスト4）
11. フェリシモ・アンポン　（ベスト8）
12. スベン・デビッドソン　（4回戦）
13. ポール・レミー　（3回戦）
14. トルステン・ヨハンソン　（3回戦）
15. レイムンド・デイロ　（4回戦）
16. ジョバンニ・クチェリ　（2回戦＝初戦）

### 女子シングルス
1. モーリーン・コノリー　（初優勝）
2. ドリス・ハート　（準優勝）
3. シャーリー・フライ　（ベスト4）
4. ババ・ルイス　（2回戦＝初戦）
5. ドロシー・ヘッド　（ベスト4）
6. アンジェラ・モーティマー　（3回戦）
7. ジーン・クォーティアー　（ベスト8）
8. スーザン・シャトリエ　（ベスト8）
9. アン・グレイ　（3回戦）
10. ジュリア・サンプソン　（3回戦）
11. ネリー・アダムソン・ランドリー　（ベスト8）
12. ヘレン・フレッチャー　（3回戦）
13. ジネット・ブケイユ　（ベスト8）
14. シルバナ・ラザリーノ　（3回戦）
15. アン・シルコック　（3回戦）
16. レイモンド・ジョーンズ　（3回戦）

## 大会経過

### 男子シングルス
準々決勝
- ヤロスラフ・ドロブニー vs.  ファウスト・ガルディーニ　6-3, 6-1, 1-6, 6-4
- ビック・セイシャス vs.  ルー・ホード　6-3, 6-3, 6-4
- ケン・ローズウォール vs.  フェリシモ・アンポン　6-2, 6-1, 6-1
- エンリケ・モレア vs.  ガードナー・ムロイ　6-8, 6-3, 8-6, 6-3

準決勝
- ビック・セイシャス vs.  ヤロスラフ・ドロブニー　6-3, 6-2, 3-6, 6-3
- ケン・ローズウォール vs.  エンリケ・モレア　2-6, 6-2, 6-4, 0-6, 6-2

### 女子シングルス
準々決勝
- モーリーン・コノリー vs.  スーザン・シャトリエ　3-6, 6-2, 6-2
- ドロシー・ヘッド vs.  ジネット・ブケイユ　6-3, 6-0
- シャーリー・フライ vs.  ネリー・アダムソン・ランドリー　6-1, 4-6, 6-0
- ドリス・ハート vs.  ジーン・クォーティアー　6-3, 6-3

準決勝
- モーリーン・コノリー vs.  ドロシー・ヘッド　6-3, 6-3
- ドリス・ハート vs.  シャーリー・フライ　8-6, 6-4

## 決勝戦の結果
- 男子シングルス： ケン・ローズウォール vs.  ビック・セイシャス　6-3, 6-4, 1-6, 6-2
- 女子シングルス： モーリーン・コノリー vs.  ドリス・ハート　6-2, 6-4
- 男子ダブルス： ケン・ローズウォール＆ ルー・ホード vs.  メルビン・ローズ＆ クライブ・ウィルダースピン　6-2, 6-1, 6-1
- 女子ダブルス： ドリス・ハート＆ シャーリー・フライ vs.  モーリーン・コノリー＆ ジュリア・サンプソン　6-4, 6-3
- 混合ダブルス： ビック・セイシャス＆ ドリス・ハート vs.  メルビン・ローズ＆ モーリーン・コノリー　4-6, 6-4, 6-0